# Simon Combier
Pour les articles homonymes, voir Combier.
Simon Pierre Alexandre Combier est un avocat, magistrat et homme politique français né le 13 mars 1798 à Alissas (Ardèche) et mort le 12 septembre 1884.

## Biographie
Avocat au barreau de Nîmes, il est procureur général près la cour d'appel de Nîmes en février 1848 et député de l'Ardèche de 1849 à 1851, siégeant à gauche.
Il vote contre l'expédition de Rome mais pour l'interpellation de Ledru-Rollin. Il s’oppose aux lois répressives concernant la presse, l'instruction publique, la limitation du suffrage universel par la loi du 31 mai 1850, le droit de réunion.
Le coup d'État du 2 décembre 1851 est connu dans la Drôme par affiches le mercredi 3 décembre dans la journée ; se trouvant à Montélimar, il est arrêté en même temps qu’un autre chef républicain le 5 décembre.
Lorsque la Troisième République est ancrée à gauche, il reçoit la Légion d'honneur, en 1880.

### Sources
- « Simon Combier », dans Adolphe Robert et Gaston Cougny, Dictionnaire des parlementaires français, Edgar Bourloton, 1889-1891 [détail de l’édition]